# Ritt Bjerregaard
Ritt Bjerregaard   (Copenhaguen, 19 de maig de 1941 - Østerbro, 21 de gener de 2023) fou una política danesa, diverses vegades ministra al seu país, Comissària Europea de Medi Ambient entre 1995 i 1999, i alcaldessa de la seva ciutat natal del 2006 fins al 2023.
Va néixer el 19 de maig de 1941 a la ciutat de Copenhaguen. Després d'obtenir el seu certificat de magisteri l'any 1964 es dedicà a la docència elemental fins a l'any 1970.

## Activitat política

### Política nacional
Membre del Partit Socialdemòcrata (SD), el setembre de 1971 fou escollida diputada al Folketinget, nom amb el qual es coneix el Parlament de Dinamarca. Fou nomenada Ministra d'Educació entre setembre i desembre de 1973 i entre febrer de 1975 i gener de 1979, en ambdues ocasions en governs d'Anker Jørgensen. L'octubre d'aquell any fou nomenada Ministra d'Afers Socials, càrrec que va desenvolupar fins al desembre de 1981.

### Política europea
Renuncià al seu escó al Folketinget l'any 1995 per esdevenir el gener d'aquell any Comissària Europea en la Comissió Santer, en el càrrec de Comissària Europea de Medi Ambient. En la formació de la Comissió Marín ocupà el mateix càrrec de forma interina fins al setembre de 1999.

### Retorn a la política nacional
El febrer de l'any 2000 fou nomenada pel primer Ministre de Dinamarca Poul Nyrup Rasmussen Ministra d'Alimentació, Agricultura i Pesca, i va romandre en aquest càrrec fins al novembre de 2001. En les eleccions generals d'aquell novembre fou novament escollida diputada al Parlament, escó que abandonà el febrer de 2005.
En les eleccions municials de novembre de 2005 fou escollida alcaldessa de la ciutat de Copenhaguen, càrrec que inicià el gener de 2006 i que mantingué fins a finals de 2009.